# Understanding What We've Grown to Be
Understanding What We've Grown to Be è il secondo album in studio del gruppo musicale statunitense We Came as Romans, pubblicato nel 2011.

## Tracce
1. Mis//Understanding – 3:57
2. Everything as Planned – 3:39
3. What I Wished I Never Had – 4:01
4. Cast the First Stone – 3:35
5. The Way That We Have Been – 3:44
6. A War Inside – 5:21
7. Stay Inspired – 3:34
8. Just Keep Breathing – 4:00
9. Views That Never Cease, to Keep Me from Myself – 3:48
10. What My Heart Held – 4:06
11. I Can't Make Your Decisions for You – 3:43
12. Understanding What We've Grown to Be – 4:15

- Traccia Bonus (Europa)

1. Roads That Don't End and Views That Never Cease (live) – 3:55

- Traccia Bonus (Giappone)

1. Intentions (live) – 3:06

## Formazione
- David Stephens – growl
- Kyle Pavone – voce, tastiera, piano, sintetizzatore
- Joshua Moore – chitarra, cori
- Lou Cotton – chitarra
- Andy Glass – basso, cori
- Eric Choi – batteria

## Classifiche
| Classifica (2011) | Posizione raggiunta |
| ----------------- | ------------------- |
| Stati Uniti       | 21                  |